# مهدی ایوانف
مهدی ایوانف ملقب به روسی‌خان (مهر ۱۲۵۴-اسفند ۱۳۴۶) یکی از تکنیسین‌های عکاس‌خانه عبداله‌میرزای قاجار بود که در تهران عکاس‌خانه و یکی از اولین سالن‌های نمایش فیلم را دایر کرده‌بود. روسی‌خان یکی از نخستین کسانی بود که به رواج هنر سینما در ایران پرداخت و شاید در این زمینه دارای مهم‌ترین نقش بود. او پس از میرزا ابراهیم خان عکاس‌باشی نخستین کسی محسوب می‌شود که در ایران فیلمبرداری کرده‌است. لقب روسی‌خان را محمد علی شاه قاجار به خاطر عکس‌هایی که ایوانف از نجبا و اشراف گرفته بود به او داد.

پس از انقلاب مشروطه روسی‌خان به فرانسه مهاجرت کرد و در سال ۱۳۴۶ درگذشت

## زندگی‌نامه
روسی‌خان مهر ماه ۱۲۵۴ خورشیدی از پدری انگلیسی و مادری از تاتارهای روس در تهران متولد شد. وی مدتی شاگرد عبدالله میرزا قاجاری بود که پس از درگذشت مظفرالدین شاه و آغاز سلطنت محمد علی شاه قاجار و کنار رفتن میرزا ابراهیم خان عکاسباشی به ریاست بخش عکاسی دارالفنون (در طبقهٔ فوقانی داروخانه شورین) و همچنین مقام عکاسباشی دربار دست یافته بود. ایوانف به دلیل عکسهایی که از نجبا و اشراف گرفت، از محمد علی شاه لقب روسی خان را دریافت داشت.

روسی‌خان شخصیت سیاسی بسیار مشکوکی داشت و چون آزادی‌خواه نبود با دربار و مرتجعان ارتباط برقرار کرده بود. یکی از نزدیکترین دوستانش، پالکونیک لیاخوف، فرماندهٔ قزاقان بود که معمولاً با صاحب منصبان و سرکرده‌های خود برای تماشای فیلم به سالن او میرفت. سالن نمایش فیلم او معروف به سالن فاروس میعادگاه اشراف و مرتجعان شده بود. اعضای سفارتخانه‌های انگلستان و روسیه در تهران، پس از سئانس‌های عادی، در این سالن حضور می‌یافتند و با پالکوفسکی (وزیر مختار روسیه) تا دو سه ساعت بعد از نیمه شب، فیلم تماشا میکردند و شامپانی مینوشیدند.

روسی خان در ۱۲۹۱ به فرانسه مهاجرت کرد و به خدمت همسر محمد علی شاه در آمد و تا زمان مرگش، در خدمت خاندان قاجار در سن کلو (حومه پاریس) بود. او در بیست و هشتم اسفند ۱۳۴۶ درگذشت.

## عکاسی

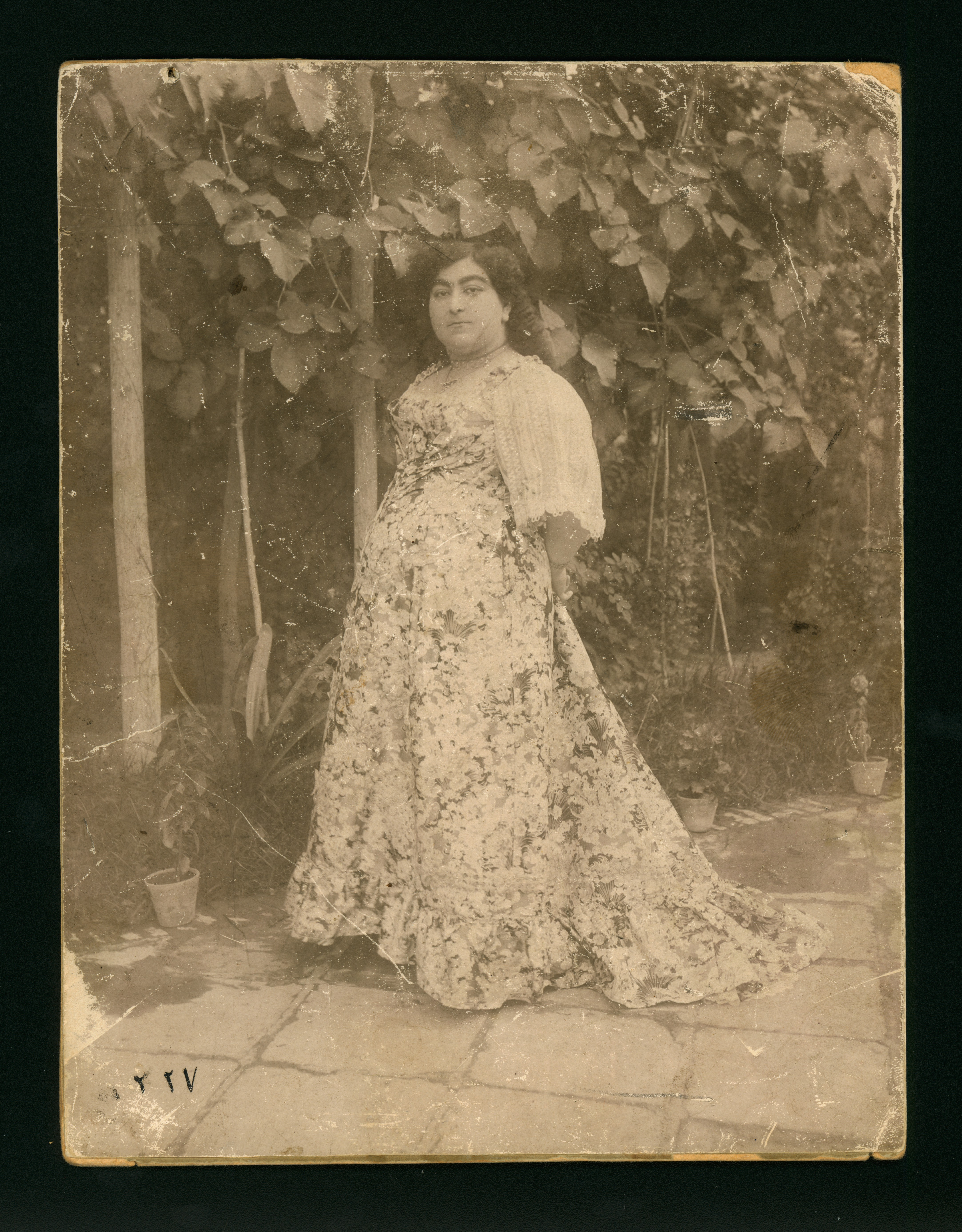
عکس تاج‌السلطنه اثر روسی‌خان

ایوانف در ابتدا شاگرد عبدالله‌میرزای قاجار رئیس بخش عکاسی دارالفنون (در طبقهٔ فوقانی داروخانه شورین) عکاسباشی دربار بود. عکاسخانه مدرسهٔ مبارکه دارالفنون تا اوایل مشروطیت دایر بود و ایوانوف نیز در آن فعال بود. او به خاطر عکس‌هایی که از نجبا و اشراف گرفته بود از طرف محمدعلی‌شاه ملقب به روسی‌خان شد و به‌زودی توانست به کسب وکارش رونق بدهد.
روسی خان در سال ۱۳۲۶ق به روسیه رفت و در ادسا با شرکتی به نام بومر قرارداد بست که شیشه و کاغذ و مقوای عکاسی برایش بفرستند. در فروردین ۱۲۸۶ روسی خان عکاسخانه خود را افتتاح کرد و به همین منظور اعلانی مبنی بر گشایش عکاسخانهٔ مستقل خود به چاپ رسانید: «اعلان – سرکار روسی خان عکاس معروف بتازگی در اوایل خیابان علاءالدوله (روبروی خانه امیر نظام) عکاسخانه بطرز فرنگستان دائر کرده و اقسام عکسهای ممتاز اعلا در آنجا گرفته می‌شود.»

بسیاری از عکسهای رجال دوره مشروطیت کار روسی خان است. روسی‌خان از موقعیت خوبی برخوردار بود تا اینکه آزادیخواهان و مشروطه طلبان به پیروزی رسیدند. محمد علی شاه از ایران گریخت و ایران دچار اغتشاش شد. با اطلاعی که از موقعیت روسی خان داشتند، مغازه‌اش را تاراج کردند. ولی عکاسخانه او تا ۱۲۹۹ باقی ماند و توسط مصورالممالک اداره شد و بعد تعطیل شد. 

یکی از خاطرات عکاسی روسی خان مطلبی است که حاجی میرزایحیی دولت آبادی به این شرح نقل کرده‌است: عباس آقای تبریزی قاتل امین‌السلطان روزی می‌رود به عکاسخانه میرزای عکاس و عکس برمی دارد و به روسی خان شاگرد عبدالله میرزا می‌گوید: این عکس را ارزان نفروش زیرا طالب زیاد خواهد داشت.

## سینما
در سال ۱۲۸۶ دو روسی بافتخار ولیعهد (احمد میرزا) دو فیلم در تالار آیینهٔ قصر گلستان نمایش دادند. این دو چندین جلسهٔ نمایش نیز جهت افراد سرشناس در منزل شخصیشان و همچنین عروسی‌ها ترتیب دادند. روسی خان بخاطر استقبالی که از کار این دو روس بعمل آمد پی به اهمیت تجاری اختراع تازه برد و یک دستگاه نمایش و پانزده حلقه فیلم (هر کدام بین ۶۰۰ الی ۸۰۰ متر) با کمک بومر از کمپانی پاته خریداری کرد و ابتدا مشغول نمایش فیلم در خانه‌های نجبا و اشراف شد. در مهر ۱۲۸۶(رمضان ۱۳۲۵ قمری) روسی‌خان نمایش عمومی فیلم را آغاز کرد. سینمای روسی‌خان اولین سینما پس از صدور فرمان مشروطیت در ایران بود. روسی خان برای اعلان نمایش عمومی آگهی در شماره دوم روزنامه حبل المتین چاپ کرد به این شرح: «خیابان علاءالدوله در عکاسخانه روسی خان، یک ساعت و نیم از شب گذشته تا شش ساعت پرده‌های نوظهور بعمل سینه‌ماتوگراف که عکس متحرک تازه‌ترین اختراعات است تماشا می‌دهد... بلیط‌های واردین دو قران و سه قران.»

استقبال از سالن روسی‌خان باعث شد پیش از تمام شدن رمضان رقیب جدیدی به نام آقایوف وارد صحنه شود. آقایوف ابتدا در خیابان چراغ گاز به نمایش فیلم پرداخت و سپس سالن کوچکی در خیابان ناصری (ناصر خسرو) دایر کرد. روسی خان برای عقب نماندن از رقیب تالار دارالفنون را که روبروی سالن آقایوف بود اجاره کرد و سالنی ۱۵۰ تا ۲۰۰ نفره در آنجا به راه انداخت و دو نوازنده نیز استخدام کرد تا هنگام نمایش فیلم بنوازند.

تابستان ۱۲۸۷ روسی‌خان به روسیه رفت و یک صندوق فیلم وارد ایران کرد. پس از بازگشت طبقه بالایی انتشارات فاروس در خیابان لاله زار را نیز اجاره کرد و یک سالن جدید راه انداخت که دارای دستگاه مولد برق و بادبزن و رستوان و بوفه بود و به سالن فاروس معروف شد.

رقابت روسی‌خان با آقایوف و کارشکنی‌هایی که دو رقیب برای هم می‌کردند باعث شد هر دو در سفارت روسیه زندانی شوند. پس از آزادی از زندان روسی خان سالن دالفنون را تعطیل کرد و سالنی در دروازه قزوین به راه انداخت که بیشتر فیلم‌های روسی نمایش می‌داد.

پس از فتح تهران توسط مشروطه خواهان در تابستان ۱۲۸۸ روسی خان سالن دروازه قزوین را تعطیل کرد. سپس در زمستان ۱۲۸۸ سینمای فاروس را هم تعطیل کرد. روسی خان در همین سال دوربینی خرید و عاشورای ۱۳۲۷ قمری (بهمن ۱۲۸۸) تقریباً ۸۰ متر فیلم برداشت. به این ترتیب پس از ابراهیم‌خان عکاس باشی دومین کسی بود که در ایران فیلم‌برداری کرد.

سینمای فاروس، پس از روسی خان در اختیار میرزا اسماعیل قفقازی (ژرژ اسماعیلیف)، حسابدار وزارت جنگ قرار گرفت. روسی خان دو دستگاه نمایش فیلم داشت که یکی را به میرزا اسماعیل قفقازی فروخت و دیگری را که مارک پاته داشت با سی تا چهل حلقه فیلم هزار تا هزار و پانصد متری در ۱۲۹۰ به امیرخان، صاحب مغازهٔ آهن (که چندی هم مکانیسین خودش بود) فروخت.